# Prix-lès-Mézières
Prix-lès-Mézières és un municipi francès situat al departament de les Ardenes i a la regió del Gran Est. L'any 2007 tenia 1.309 habitants.

## Demografia

### Població
El 2007 la població de fet de Prix-lès-Mézières era de 1.309 persones. Hi havia 544 famílies de les quals 106 eren unipersonals (39 homes vivint sols i 67 dones vivint soles), 217 parelles sense fills, 205 parelles amb fills i 16 famílies monoparentals amb fills.
La població ha evolucionat segons el següent gràfic:
Habitants censats

### Habitatges
El 2007 hi havia 562 habitatges, 542 eren l'habitatge principal de la família, 3 eren segones residències i 17 estaven desocupats. 525 eren cases i 38 eren apartaments. Dels 542 habitatges principals, 464 estaven ocupats pels seus propietaris, 75 estaven llogats i ocupats pels llogaters i 3 estaven cedits a títol gratuït; 14 tenien dues cambres, 41 en tenien tres, 157 en tenien quatre i 330 en tenien cinc o més. 450 habitatges disposaven pel capbaix d'una plaça de pàrquing. A 226 habitatges hi havia un automòbil i a 283 n'hi havia dos o més.

### Piràmide de població
La piràmide de població per edats i sexe el 2009 era:
| Homes | Edats   | Dones |
| ----- | ------- | ----- |
| 0     | 95 o +  | 0     |
| 0     | 90 a 94 | 0     |
| 8     | 85 a 89 | 12    |
| 12    | 80 a 84 | 4     |
| 8     | 75 a 79 | 32    |
| 16    | 70 a 74 | 16    |
| 32    | 65 a 69 | 32    |
| 56    | 60 a 64 | 48    |
| 44    | 55 a 59 | 52    |
| 68    | 50 a 54 | 72    |
| 76    | 45 a 49 | 88    |
| 36    | 40 a 44 | 48    |
| 24    | 35 a 39 | 28    |
| 56    | 30 a 34 | 40    |
| 44    | 25 a 29 | 36    |
| 48    | 20 a 24 | 20    |
| 104   | 15 a 19 | 44    |
| 44    | 10 a 14 | 52    |
| 28    | 5 a 9   | 36    |
| 36    | 0 a 4   | 24    |

## Economia
El 2007 la població en edat de treballar era de 865 persones, 606 eren actives i 259 eren inactives. De les 606 persones actives 565 estaven ocupades (304 homes i 261 dones) i 42 estaven aturades (20 homes i 22 dones). De les 259 persones inactives 109 estaven jubilades, 74 estaven estudiant i 76 estaven classificades com a «altres inactius».

### Ingressos
El 2009 a Prix-lès-Mézières hi havia 574 unitats fiscals que integraven 1.424 persones, la mediana anual d'ingressos fiscals per persona era de 22.609,5 €.

### Activitats econòmiques
Dels 90 establiments que hi havia el 2007, 1 era d'una empresa extractiva, 1 d'una empresa alimentària, 2 d'empreses de fabricació de material elèctric, 3 d'empreses de fabricació d'altres productes industrials, 16 d'empreses de construcció, 18 d'empreses de comerç i reparació d'automòbils, 7 d'empreses de transport, 1 d'una empresa d'hostatgeria i restauració, 2 d'empreses d'informació i comunicació, 9 d'empreses financeres, 4 d'empreses immobiliàries, 9 d'empreses de serveis, 12 d'entitats de l'administració pública i 5 d'empreses classificades com a «altres activitats de serveis».
Dels 23 establiments de servei als particulars que hi havia el 2009, 1 era una funerària, 2 tallers de reparació d'automòbils i de material agrícola, 1 paleta, 3 guixaires pintors, 5 fusteries, 5 lampisteries, 2 electricistes, 2 perruqueries, 1 restaurant i 1 agència immobiliària.
Dels 5 establiments comercials que hi havia el 2009, 2 eren grans superfícies de material de bricolatge, 1 una botiga de menys de 120 m², 1 una peixateria i 1 una botiga d'electrodomèstics.
L'any 2000 a Prix-lès-Mézières hi havia 3 explotacions agrícoles.

## Equipaments sanitaris i escolars
L'únic equipament sanitari que hi havia el 2009 era una farmàcia.
El 2009 hi havia una escola elemental.

## Poblacions més properes
El següent diagrama mostra les poblacions més properes.